# 汕头市人民政府
汕头市人民政府，简称汕头市政府，是中华人民共和国广东省汕头市的地方国家行政机关。

## 职权
根据《中华人民共和国地方各级人民代表大会和地方各级人民政府组织法》第七十三条，县级以上的地方各级人民政府行使下列职权：
1. 执行本级人民代表大会及其常务委员会的决议，以及上级国家行政机关的决定和命令，规定行政措施，发布决定和命令；
2. 领导所属各工作部门和下级人民政府的工作；
3. 改变或者撤销所属各工作部门的不适当的命令、指示和下级人民政府的不适当的决定、命令；
4. 依照法律的规定任免、培训、考核和奖惩国家行政机关工作人员；
5. 编制和执行国民经济和社会发展规划纲要、计划和预算，管理本行政区域内的经济、教育、科学、文化、卫生、体育、城乡建设等事业和生态环境保护、自然资源、财政、民政、社会保障、公安、民族事务、司法行政、人口与计划生育等行政工作；
6. 保护社会主义的全民所有的财产和劳动群众集体所有的财产，保护公民私人所有的合法财产，维护社会秩序，保障公民的人身权利、民主权利和其他权利；
7. 履行国有资产管理职责；
8. 保护各种经济组织的合法权益；
9. 铸牢中华民族共同体意识，促进各民族广泛交往交流交融，保障少数民族的合法权利和利益，保障少数民族保持或者改革自己的风俗习惯的自由，帮助本行政区域内的民族自治地方依照宪法和法律实行区域自治，帮助各少数民族发展政治、经济和文化的建设事业；
10. 保障宪法和法律赋予妇女的男女平等、同工同酬和婚姻自由等各项权利；
11. 办理上级国家行政机关交办的其他事项。

## 机构设置
汕头市人民政府设置下列机构：
- 汕头市政府办公室
- 汕头市发展和改革局（粮食和物资储备局）
- 汕头市教育局
- 汕头市科学技术局
- 汕头市工业和信息化局
- 汕头市公安局
- 汕头市民政局
- 汕头市司法局
- 汕头市财政局
- 汕头市人力资源和社会保障局
- 汕头市自然资源局（海洋局）
- 汕头市生态环境局
- 汕头市住房和城乡建设局
- 汕头市交通运输局
- 汕头市水务局
- 汕头市农业农村局（乡村振兴局）
- 汕头市商务局（口岸局）
- 汕头市文化广电旅游体育局（文物局）
- 汕头市卫生健康局（中医药局）
- 汕头市退役军人事务局
- 汕头市应急管理局
- 汕头市审计局
- 汕头市人民政府国有资产监督管理委员会
- 汕头市市场监督管理局（知识产权局）
- 汕头市统计局
- 汕头市医疗保障局
- 汕头市金融工作局
- 汕头市城市管理和综合执法局
- 汕头市信访局
- 汕头市政务服务数据管理局
- 汕头市投资促进局
- 汕头市生态环境保护综合执法局
- 汕头市交通运输综合执法局
- 汕头市机关事务局
- 汕头仲裁委员会
- 汕头市地震局
- 汕头市供销合作总社
- 汕头市农科所
- 汕头市社会保险基金管理局
- 汕头市公共资源交易中心

## 现任领导
| 姓名   | 职务                  | 政党         | 出生年月           | 籍贯     | 性别 | 民族 | 其他职务 |
| ------ | --------------------- | ------------ | ------------------ | -------- | ---- | ---- | --- |
| 陈涛   | 市长 党组书记         | 中国共产党   | 1971年3月（54歲）  | 江苏启东 | 男   | 汉族 | 中国共产党广东省委员会委员 中国共产党汕头市委员会副书记                                                             |
| 许宏华 | 常务副市长 党组副书记 | 中国共产党   | 1976年7月（48歲）  | 江西玉山 | 男   | 汉族 | 中国共产党汕头市委员会常委 中国共产党汕头高新区委员会书记                                                           |
| 赵志涛 | 副市长 党组成员       | 中国共产党   | 1977年3月（48歲）  | 河南宝丰 | 男   | 汉族 | |
| 李钊   | 副市长                | 中国民主同盟 | 1965年8月（59歲）  | 湖南醴陵 | 男   | 汉族 | 中国民主同盟汕头市委员会主任委员                                                                                    |
| 黄海   | 副市长 党组成员       | 中国共产党   | 1975年4月（50歲）  | 江西修水 | 男   | 汉族 | 中国共产党汕头市委员会政法委员会第一副书记 中国共产党汕头市公安局委员会党委书记 汕头市公安局局长 汕头市公安局督察长 |
| 彭聪恩 | 副市长 党组成员       | 中国共产党   | 1969年12月（55歲） | 广东佛山 | 男   | 汉族 | |
| 杨焕新 | 秘书长                | 中国共产党   | 1972年3月（53歲）  | 广东揭西 | 男   | 汉族 | 中国共产党汕头市人民政府机关党组书记 汕头市人民政府办公室主任                                                       |

## 1979年以来以来历届市长
林横(1979.04-1981.09)
曾洪(1981.09-1983.07)
程春耕(1983.07-1986.07)
陈燕发(1986.07-1991.12)
吴波(1991.12-1993.05)
周日方(1993.05-2000.03)
李春洪(2000.03-2003.05)
黄志光（2003.05-2006.10）
蔡宗泽(2006.10-2011.09)
郑人豪(2011.09-2016.05)
刘小涛(2016.05-2017.06)
郑剑戈(2017.08-2021.01)
曾风保(2021.01-2024.10)
陈涛(2024.10-至今)

## 办公地点
汕头市人民政府办公地点位于汕头市跃进路28号。